# 센카쿠 열도
센카쿠 열도(尖閣諸島, 문화어: 셍까꾸제도) 또는 댜오위다오(중국어 간체자: 钓鱼岛, 병음: Diàoyúdǎo)는 동중국해 남서부에 위치한 다섯 개의 무인도와 세 개의 암초로 구성된 군도로, 대만과 류큐 열도 사이에 있다. 중국과 일본이 영유권을 주장하고 있으며, 현재 일본이 실효지배하고 있다.

## 명칭
- 일본 - 센카쿠 제도(尖閣諸島 →첨각 제도)
- 중국 - 댜오위섬 및 부속도서(중국어: 钓鱼岛及其附属岛屿 →조어섬 및 부속도서)
- 홍콩 - 댜오위타이 군도(釣魚臺羣島 →조어대 군도)[1]
- 대만어 명칭 - 띠오히따이 열서(대만어: Tiò hî tâi Lia̍t-sū, 한자: 釣魚台列嶼 →조어태 열서)

영어권에서는 1884년 영국 해군이 명명한 피너클 제도(Pinnacle Islands →뾰족한 섬들)라고 부르는데, 일본명인 센카쿠(尖閣 →첨각)라는 명칭은 여기서 유래하였다.

## 지리
이 군도는 북위 25°58' ~ 25°41'45", 동경 123°27'45" ~ 124°41'30" 부근에 위치해 있다. 전체 면적은 7km2로, 현재는 모두 사람이 살지 않는 무인도이다.
가장 큰 섬은 일본명 우오쓰리섬 중국명 댜오위섬으로, 동서 약 3.5km, 남북 약 2km에 이르는 섬이다. 이 섬의 최고점은 해발 362m이다. 이 군도의 주요 섬과 암초는 다음과 같다.
| 일본 명칭                       | 중국 명칭          | 면적      | 최고점 |
| ------------------------------- | ------------------ | --------- | ------ |
| 우오쓰리섬(일본어: 魚釣島)      | 댜오위섬(釣魚島)   | 4.32km2   | 362m   |
| 구바섬(일본어: 久場島)          | 황웨이섬(黄尾嶼)   | 1.08km2   | 117m   |
| 다이쇼섬(일본어: 大正島)        | 츠웨이섬(赤尾嶼)   | 0.0609km2 | 75m    |
| 미나미코섬(일본어: 南小島)      | 난샤오섬(南小島)   | 0.4592km2 | 149m   |
| 기타코섬(일본어: 北小島)        | 베이샤오섬(北小島) | 0.3267km2 | 135m   |
| 오키노키타 암(일본어: 沖北岩)   | 베이옌(北岩)       | 0.0183km2 | －     |
| 오키노미나미 암(일본어: 沖南岩) | 난옌(南岩)         | 0.0048km2 | －     |
| 도비세(일본어: 飛瀬)            | 페이자오옌(飛礁岩) | 0.0008km2 | －     |

주변 섬에 대한 센카쿠 열도의 상대 위치는 다음과 같다.
- 중화민국 펑자섬으로부터 140 km (76 해리) 동쪽
- 일본 이시가키섬으로부터 (92 해리) 북쪽
- 중화민국 지룽시로부터 186 km (100 해리) 북동쪽
- 일본 오키나와섬으로부터 410 km (220 해리) 서쪽

## 역사
명나라 초기 영락(永樂) 원년(1403년)에 출판된 〈순풍상송(順風相送)〉이란 책에 '조어서'(釣魚嶼)란 이름으로 역사에 처음 등장하였고, 1863년에 작성된 세계지도(중국어 정체자: 皇朝一统舆地全图)에는 이 군도가 푸젠성(福建省)에 부속한 댜오위타이 군도(釣魚台群島)로 표시되어 있다.
1895년 청일 전쟁 와중에 일본 제국은 이 군도를 무주지(無主地)라며 일방적으로 자국 영토로 편입시켰다. 제2차 세계 대전이 끝나고 미국은 이 군도를 자국이 위임통치하는 류큐 열도의 관할 안에 두었고, 1972년 류큐 열도의 반환 이후 일본이 실효지배하고 있다. 그러나, 1969년 유엔의 아시아극동경제위원회에서 이 군도 부근 해역에 천연가스와 석유가 대규모로 매장되어 있다고 발표하면서 중국이 이 섬들과 암초들에 대한 영유권을 주장하며 분쟁 지역으로 급부상했다. 1996년 일본의 우익 단체가 우오쓰리섬에 등대를 세웠으며, 2005년부터 일본 정부는 이 등대를 지도에 실어 관리하고 있다. 2012년 7월, 일본이 이 군도를 국유화할 방침을 세우자 중국과 대만이 반발하고 있다.

### 일본측 주장
이 군도는 1885년 오키나와에 살던 후쿠오카 현 출신 사업가 고가 다쓰시로(古賀辰四郞)가 발견한 뒤 일본 정부가 무주지(無主地)임을 확인하고 1895년 1월 14일 오키나와현에 정식 편입했다.
1896년, 코가 타츠시로 는 오키나와현으로부터 개척 허가를 받아 센카쿠 열도에서 알바트로스의 깃털 채취 등 사업을 시작하였다. 이 해에는 오키나와의 군제 시행에 따라 우오쓰리섬(魚釣島)과 쿠바지마(久場島)가 곧 야에야마군(八重山郡)에 편입되었으며, 기타코지마(北小島), 미나미코지마(南小島)와 함께 국유지로 지정되었다.
코가 타츠시로와 그의 아들 젠지(善次) 부자는 알바트로스의 깃털 채취, 구아노(해조분)의 채굴, 가쓰오 어업, 가쓰오부시 제조 등의 사업을 경영하였다. 1909년에는 전성기를 맞이하여 99가구, 248명이 생활하고 있었다.
샌프란시스코 강화조약으로 일본 정부가 대만과 펑후 제도(澎湖諸島)를 포기하였음에도 이 군도를 미국이 류큐 열도의 관할 안에 두고 통치한 것은 이 군도가 대만이 아닌 류큐 열도의 섬과 암초들이기 때문이다. 류큐 열도가 미국으로부터 반환될 때 이 섬들도 류큐 열도와 같이 반환되었으므로, 이 군도는 일본 영토이다.

### 중국측 주장
1863년에 작성된 지도(皇朝一统舆地全图)에 이미 이 군도는 중국 푸젠성(福建省)에 부속한 댜오위타이 군도(釣魚台群島)로 표시되어 있던 중국 영토이다. 중국 영토였던 이 군도를 1895년 청일 전쟁 와중에 일본 제국이 무주지(無主地)라며 자국 영토로 강제편입시킨 것은 불법이며, 당연 무효다.
이 군도는 과거 푸젠성에 속했던 타이완성의 부속도서이다. 대만 반환 이후에도 미국이 이 군도를 중국측에 반환하지 않고 류큐 열도의 관할 안에 두고 통치한 것은 샌프란시스코 강화조약 회의에 중국이 초청받지 않은 상황에서 벌어진 일로, 중국측은 이 섬들에 대한 미국과 일본의 점거를 승인한 적이 없다.
일본이 이 군도를 센카쿠 제도라고 표기하기 시작한 것은 청일 전쟁이 종결된 이후이며, 그 이름 역시 1884년 영국 해군이 붙인 '피너클 제도'에서 본뜬 것이다. 군도 중 가장 큰 섬의 이름을 우오쓰리섬으로 한 것도 중국명 댜오위섬에서 본뜬 것이다.

## 경제
센카쿠 열도 인근 해역에는 막대한 규모의 석유와 천연가스가 묻혀있는 것으로 추정된다. 동중국해에는 흑해 유전만큼 석유가 매장되어 있다고 알려져 있으며, 중국과 일본 양국이 다투고 있는 시라카바 가스전, 대한민국과 일본 양국이 다투고 있는 7광구가 모두 여기에 있다. 일본이 실효 지배 중인 이 군도의 앞바다에는 중국이 실효 지배 중인 시라카바 가스전이 위치해 있으며, 그 북쪽에는 대한민국과 일본이 다투는 7광구가 위치해 있다. 모두 단일한 유전으로 알려져 있어서 각국의 분쟁 대상이다.

## 같이 보기
- 대만

- 대만의 역사

- 류큐 열도

- 류큐 열도의 역사

- 시모노세키 조약
- 샌프란시스코 강화조약
- 남중국해의 영토 분쟁